# Цырков, Георгий Александрович
Гео́ргий Алекса́ндрович Цырко́в (28 октября 1921, Москва — 20 июня 2001, Москва) — государственный деятель, учёный в области прикладной газодинамики. Доктор технических наук (1962). Профессор (1962). Начальник Пятого Главного управления (Разработка и испытание ядерных боеприпасов) МСМ СССР (1965—1996).
Герой Социалистического Труда (1976), лауреат Ленинской (1962) и двух Сталинских (1951, 1953)  премий. Действительный член МАИ. Почётный член РАЕН.

## Биография
Родился 28 октября 1921 года в Москве в семье служащих.
С 1941 года работал мастером-наладчиком автоматов на заводе № 530 Наркомата боеприпасов СССР, в 1941 — 1942 годах — токарем на заводе № 74 НКБ СССР.
В 1945 году окончил МВТУ имени Н. Э. Баумана.
В 1945 — 1946 годах работал инструктором отдела рабочей молодежи ЦК ВЛКСМ в городе Москве.
В 1946 по 1948 годах работал младшим научным сотрудником Научно-исследовательского института Главного инженерного управления Министерства обороны.
В 1948 году Цырков Г. А. по решению Секретариата ЦК ВКП(б) направлен в КБ-11 где работал младшим научным сотрудником, научным сотрудником, заместителем начальника отдела, учёным секретарём. 29 августа 1949 года был участником испытаний первой советской атомной бомбы.
В 1955 году Цырков назначается первым заместителем научного руководителя К. И. Щёлкина и главным конструктором РФЯЦ-ВНИИТФ.

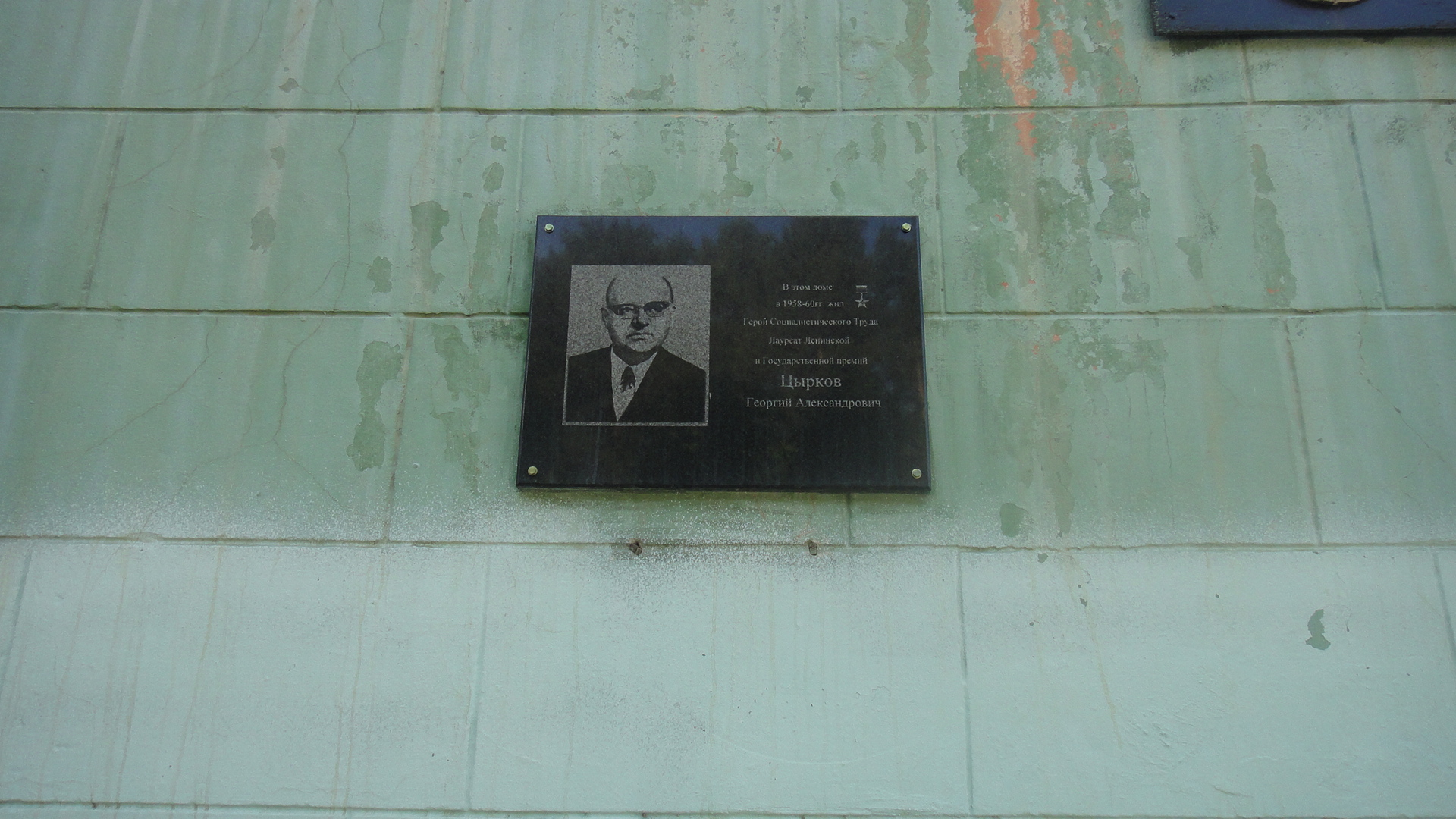
Мемориальная доска Г. А. Цыркову в Снежинске

В 1955 году Цырков защищает кандидатскую диссертацию, а в 1962 году становится доктором технических наук.
С 1965 года Цырков был назначен главным инженером 5-го Главного управления.
С конца 1965 по 1996 годы он был начальником 5-го Главного управления по разработке и испытаниям ядерных боеприпасов и конверсии Минсредмаша СССР и членом Коллегии Минсредмаша СССР.
В 1976 году за участие в разработке и передаче в серийное производство ракетного комплекса с термоядерным зарядом Цыркову Г. А. присвоено звание Героя Социалистического Труда с вручением ордена Ленина и золотой медали «Серп и Молот».
С 1996 года и до 2001 года Цырков был экономическим советником директора Департамента разработки и испытаний ядерных боеприпасов Минатома России.
Умер 20 июня 2001 года. Похоронен в Москве на Троекуровском кладбище.

## Награды
- Звание Героя Социалистического Труда с Золотой медалью «Серп и Молот» (1976 год).
- два Ордена Ленина;
- орден Октябрьской Революции;
- четыре ордена Трудового Красного Знамени;
- Ленинская премия (1962)
- Сталинская премия второй степени (1951) — за участие в разработке центральной части изделия РДС.
- Сталинская премия третьей степени (1953) — за разработку кинематики и динамики обжатия взрывом применительно к изделиям РДС-6с и РДС-5